# Атырауский нефтеперерабатывающий завод
Атырауский нефтеперерабатывающий завод или АНПЗ (до 1991 года Гурьевский) — один из трёх нефтеперерабатывающих заводов Казахстана. Построен в годы Великой Отечественной войны в течение двух лет, на базе комплектации оборудования, поставляемого из США по «ленд-лизу», введён в эксплуатацию в сентябре 1945 года. Владельцем нефтеперерабатывающего завода является АО «КазМунайГаз» (99,53 %). Проектная мощность переработки составляет 5,5 млн тонн в год, глубина переработки составляет до 87 %.

## История завода
К проектированию завода приступили в 1943 году на основании планового задания Наркомата нефтяной промышленности СССР. Строительство завода шло в нелегких условиях военного времени. Технический проект завода был разработан американской фирмой «Баджер и сыновья». Корректировка осуществлялась проектной организацией государственного треста № 1 Наркомата нефтяной промышленности СССР. Привязка к местным условиям осуществлялась местными проектировщиками «Эмбанефтьпроект».
Первоначальная мощность завода составляла 800 тысяч тонн переработки нефти в год и базировалась на нефти Эмбинского месторождения, привозном Бакинском дистилляте. С самого начала завод развивался по топливному варианту, с выпуском авиационных и автомобильных бензинов, различных моторных и котельных топлив.
С развитием Западно-Казахстанского региона, увеличением добычи нефти с 1965 года, завод путём реконструкции стал рассматривать вопрос по замене дорогостоящего привозного дистиллята на дистиллят собственной выработки.
В 60-е годы XX столетия был взят курс на увеличение объёма переработки нефти путём строительства новых технологических установок.
С 1969 года по 2006 год на заводе были построены и пущены в эксплуатацию установки Переработка первичной переработки нефти ЭЛОУ-АВТ-3, каталитического риформинга ЛГ-35-11/300, замедленного коксования, прокалки нефтяного кокса, по производству технического азота, гидроочистки и изомеризации бензина, гидроочистки и депарафинизации дизельного топлива, очистки и производства водорода, производства серы с блоком кристаллизации. Большой вклад в развитие завода в 1976-1999 гг. внёс его главный инженер, а затем директор Владимир Викторович Гафнер.
За более 60 лет работы завод превратился в современное предприятие по выпуску нефтепродуктов топливного назначения. Осуществлено большое техническое перевооружение всех технологических установок по переработке нефти, что позволило увеличить мощность до 5 млн тонн в год.

## Современная ситуация
С середины 1999 года держателем контрольного пакета акций (86,7 %) завода стало ЗАО ННК «Казахойл», впоследствии АО «НК „КазМунайГаз“». Владельцем доли — 99,17 % является АО «КазМунайГаз».
С 2004 по 2012 годы генеральным директором ТОО «Атырауский нефтеперерабатывающий завод» был Талгат Байтазиев, в 2012—2016 годах — Кайрат Уразбаев, с 2016 по февраль 2018 года — Галимжан Амантурлин.
Атырауский НПЗ впервые осуществил переработку Тенгизской нефти — нефти нового типа со значительно большим содержанием светлых фракций и, одновременно, с высоким содержанием в ней метил-этилмеркаптанов, что потребовало для её переработки тщательной подготовки и решения как технологических, так и экологических проблем. Доля переработки Тенгизской нефти составляет 12 %.
В 2003—2006 годах на АНПЗ была произведена «японская реконструкция» компанией Marubeni Corp., в результате которой были построены следующие установки:
1. Комбинированная установка гидроочистки бензина и дизеля:
- гидроочистка бензина;
- изомеризация легкого бензина;
- гидроочистка и депарафинизация дизельного топлива

2. Установка производства и очистки водорода;
3. Установка производства серы;
4. Биологические очистные сооружения.
В 2009—2017 годах на заводе прошло ещё два этапа модернизации: 
а) строительство Комплекса ароматических углеводородов (2015 г.):
1. Установка каталитического риформинга с блоком извлечения бензола (CCR):
- экстрактивная дистилляция Morphylane,

2. Комплекс по производству ароматизированных углеводородов (PARAMAX):
- предфракционирование ксилолов и Eluxyl;
- изомеризация ксилолов ХуМах;
- трансалкилирование толуола TransPlus;
- разделение рафината;

В результате пуска КПА завод стал производить в промышленном объёме бензол.
б) строительство Комплекса глубокой переработки нефти (2018):
1.Каталитический крекинг R2R;
2.Обессеривание СУГ Sulfrex;
3.Гидроочистка газойля PrimeD;
4.Селективная гидроочистка нафты Prime G;
5.Олигомеризация бутенов;
6.Гидроочистка нафты;
7.Этерификация легкой нафты;
8.Гидрирование бензола «Бенфри»;
9.Комбинированная установка производства серы;
10.Газофракционирование насыщенных газов SGP;
11.Изомеризация легких бензиновых фракций Parisom;
12.Установка производства и очистки водорода.
В результате мощность завода увеличилась до 5,5 млн тонн нефти в год, глубина — до 84 %. Доля светлых нефтепродуктов составила 75,4 %. Кроме автомобильного топлива (бензин и ДТ качества К5), завод может производить бензол (133 тыс.тонн), параксилол (497 тыс.тонн). С 2019 года завод будет производить авиатопливо Jet A1 (250 тыс.тонн). С декабря 2018 года АНПЗ единственный в Казахстане может производить зимнее топливо Khazar с ПТФ −32 градусов. В 2019 году АНПЗ начал выпуск зимнего дизельного топлива Khazar с ПТФ −38 градусов.
В апреле 2021 года Атырауский нефтеперерабатывающий завод начал подготовительные работы по рекультивации полей испарения в рамках проекта TAZALYQ (чистота).
В октябре 2021 года стало известно, что между ТОО «Атырауский НПЗ» и испанской компанией BIONATUR MEDIO AMBIENTE SL был подписан меморандум об установке фильтрующих систем для удаления нормативно установленных примесей из промышленных выбросов.
В апреле 2022 года стало известно о начале досудебного расследования в отношении Атырауского нефтеперерабатывающего завода. Проверяющими органами выявлен факт в установлении завышенной цены при переработке нефти.